# Vitez, smrt in hudič (Dürer)
Vitez, smrt in hudič (nemško Ritter, Tod und Teufel) je velika grafika nemškega umetnika Albrechta Dürerja iz leta 1513, ena od treh Meisterstiche (mojstrskih grafik), dokončanih v obdobju, ko je skoraj prenehal delati v barvi ali lesorezu, da se osredotočil na grafike. Podoba je prežeta s kompleksno ikonografijo in simboliko, o katere natančnem pomenu se prereka že stoletja.
Vitez v oklepu v spremstvu svojega psa jezdi skozi ozko sotesko, ki jo obdajata hudič s kozjo glavo in figura smrti, ki jezdi bledega konja. Trohneče truplo smrti drži peščeno uro, opomin na kratkost življenja. Jezdec se premika skozi prizor in gleda proč od bitij, ki prežijo okoli njega, in je videti skoraj prezirljiv do groženj, zato je pogosto viden kot simbol poguma; vitezov oklep, konj, ki se dviga nad zvermi, hrastovi listi in trdnjava na vrhu gore simbolizirajo trdnost vere, medtem ko vitezova stiska lahko predstavlja zemeljsko potovanje kristjanov proti nebeškemu kraljestvu.
Giorgio Vasari je delo omenil kot enega od »nekaj listov take odličnosti, da ni mogoče doseči nič boljšega«. Veliko so jo kopirali in je imela velik vpliv na poznejše nemške pisce. Filozof Friedrich Nietzsche se je na to delo skliceval v svojem delu o dramski teoriji Rojstvo tragedije (1872), da bi ponazoril pesimizem, medtem ko so ga kasneje v 20. stoletju nacisti idealizirali kot predstavljanje rasno čistega Arijca in ga včasih uporabljali v svojih propagandnih podobah.

## Opis
Obe njegovi drugi Meisterstiche vsebujeta lobanji podoben predmet, psa in peščeno uro in vse tri so enake velikosti. Grafika je močno vpeta v gotski slog. Številne oblike se prelivajo druga v drugo. Obris konja je zgrajen iz niza prepletenih krivulj, medtem ko je vitezova brada vtkana v linijo njegove čelade. Ti dve osrednji figuri sta obdani s prepleteno množico vej, jermenov in las, ki so po besedah umetnostnega zgodovinarja Raymonda Stitesa v nasprotju z razmeroma trdno figuro viteza in njegovega konja, da bi ju postavili kot »otipljivo idejo v svetu spreminjajočih se oblik«. Moški je prikazan kako vztrajno gleda naravnost; ne dovoli, da bi njegov pogled prekinili ali zmotili demoni ob njem.
Po mnenju Elizabeth Lunday »skeletna figura smrti srhljivo bledi pred temo senčne pečine, medtem ko se hudič, večrogi kozi podobno bitje, skriva med razmaknjenimi drevesnimi koreninami.« Smrt je prikazana s svojim konjem v levem ozadju in upodobljena brez nosu ali ustnic v svetlejših odtenkih kot druge figure. V spodnjem ospredju je vidna lobanja, neposredno na vitezovi poti, medtem ko pes teče med obema konjema.
Smrt, hudič in pokrajina so prikazani v mračni severnjaški maniri. Okoliški liki grozijo vitezu, ki je navidezno zaščiten z dobesednim in figurativnim oklepom svoje vere. Nekateri umetnostni zgodovinarji menijo, da je povezana z objavami nizozemskega humanista in teologa Erazma Enchiridion militis Christiani (Priročnik krščanskega vojaka).  Grafika črpa iz Psalma 23 Ps 23,4; »Tudi če bi hodil po globeli smrtne sence, se ne bojim hudega, ker si ti z menoj, tvoja palica in tvoja opora, ti me tolažita«. Vitez, smrt in hudič je datirana in podpisana s strani umetnika; spodaj levo na tabli je napisano »S. (=Salus/v letu milosti) 1513.«

## Interpretacija
Delo je nastalo, ko je bil Dürer v službi cesarja Maksimiljana, vendar ni bilo naročilo in ne vsebuje odkritega političnega sporočila. Namesto tega sega v srednjeveški moralni občutek in je poln gotskih podob. Gravura je po razpoloženju in tonu podobna eni od treh velikih Dürerjevih grafik Melenholija I.. Vitez je videti resigniran, njegove poteze obraza pa so spuščene. Njegova mračna drža je v nasprotju s čvrstim videzom njegovega konja. Medtem ko ga njegov oklep lahko zaščiti pred okoliškimi demoni, se lobanja na štoru drži pred konjem, smrt pa zadržuje padec peska v obraz viteza. Po besedah pisateljice Dorothy Getlein »obstaja občutek zastarelosti viteza, ki ga spremljata smrt in hudič.« Umetnostni kritik New York Timesa Holland Cotter je opozoril, da je kompozicija sledila kmalu po boleči smrti Dürerjeve ljubljene matere.
Avstrijski umetnostni zgodovinar iz 19. stoletja Moritz Thausing je predlagal, da je Dürer ustvaril Viteza, Smrt in Hudiča kot del cikla štirih del, od katerih je vsako zasnovano za ponazoritev enega od štirih temperamentov. Po Thausingu naj bi delo predstavljalo krvavitev, zato je na delu vgravirana črka S.
Na splošno velja, da je upodobitev dobesedno, čeprav poudarjeno, slavljenje vitezove krščanske vere in tudi idealov humanizma. Drugačno interpretacijo sta leta 1970 predstavila pisatelj Sten Karling in pozneje Ursula Meyer, ki je menila, da delo ni šlo za poveličevanje viteza, ampak namesto tega prikazuje »roparskega viteza« (raubritter). Opozarjajo na pomanjkanje krščanske ali verske simbolike v delu in na lisičji rep, ovit na vrhu vitezove sulice – v grški legendi je bil lisičji rep simbol pohlepa, zvijačnosti in izdaje, pa tudi poželenja in vlačug. Vendar pa so bili vitezi v sodobni umetnosti običajno prikazani z lisičjim repom, privezanim na konico njihove sulice. Poleg tega je bil lisičji rep pogosta oblika zaščitnega amuleta. V tej razlagi sta Smrt in Hudič le vitezova spremljevalca na njegovem potovanju, ne znamenja.
Zlasti konj je spretno upodobljen v geometrijskih oblikah, ki spominjajo na Leonarda da Vincija in odražajo renesančno zanimanje za naravoslovje in anatomijo.
Večina tiskarn s pomembno zbirko bo imela kopijo, v zasebnih zbirkah pa je veliko, pogosto poznih in obrabljenih odtisov.